# Clathrotropis nitida
Clathrotropis nitida là một loài thực vật có hoa trong họ Đậu. Loài này được (Benth.) Harms miêu tả khoa học đầu tiên.